# Жан-Клод Лорке
Жан-Клод Лорке (народився 19 вересня 1935 р.) — професор теоретичної хімії Льєжського університету. Він є членом Міжнародної академії квантової молекулярної науки та автором понад 100 наукових праць.
Деякі з його учнів також добре відомі своїм внеском у квантову хімію та реакційну здатність: Мішель Дезутер-Лекомт, Бернар Лей, Франсуаза Ремакль.
Лорке народився в Льєжі, Бельгія.